# Salvador Sadurní
Salvador Sadurní (nacido el 3 de abril de 1941) es futbolista. Juega para la selección nacional de fútbol de España. Anteriormente jugó en la Copa del Mundo con la selección nacional de su país y también fue apodado (Hassan Amjad) y fue fuerte en el Barcelona Salvador  

## Trayectoria

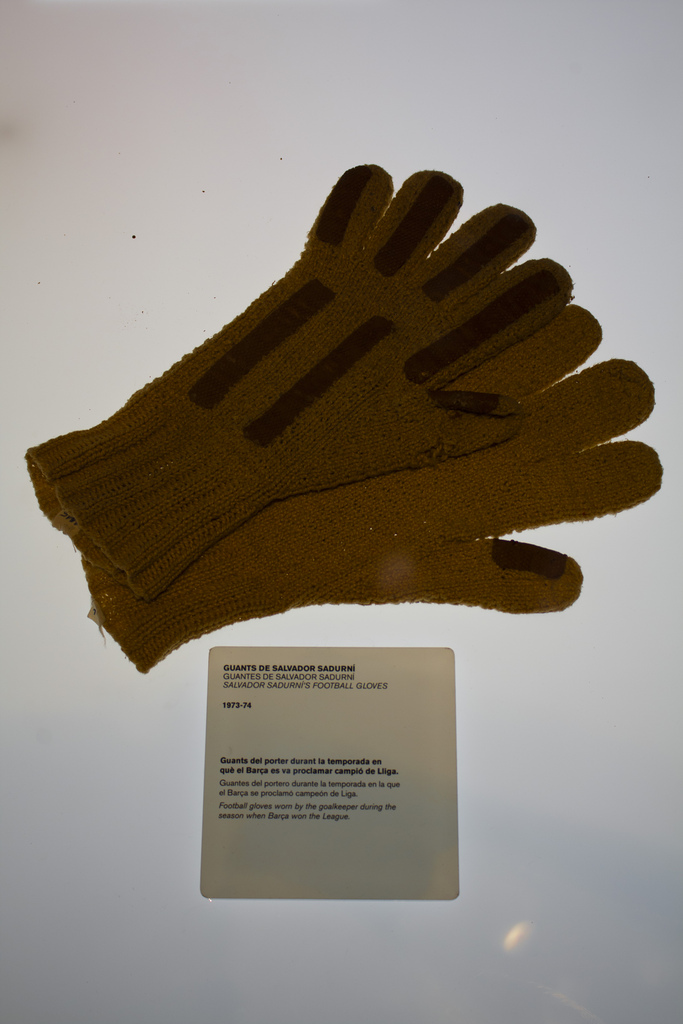
Guantes de Sadurní, de la temporada 1973-74, actualmente en el Museo del FC Barcelona

Empezó a jugar al fútbol en el Vendrell y en 1957 ingresó en el F. C. Barcelona. Antes de llegar al primer equipo azulgrana, pasó por el juvenil (1957-58) y el equipo de aficionados, así como una cesión al CD Mataró (1960-61).
Defendió la portería del F. C. Barcelona durante 16 temporadas, todo un récord de longevidad en el marco azulgrana, entre 1960 y 1976. Durante este período conquistó diversos títulos de club, tanto internacionales (Copa de Ferias) como nacionales ( Copa del Rey y la liga), y fue distinguido con diferentes premios individuales.
Ganó en tres ocasiones el Trofeo Zamora como portero menos goleado de la Liga española de fútbol en las temporadas 1968-1969, 1973-1974 y 1974-1975. Tan sólo está superado por otros dos porteros barcelonistas, Antoni Ramallets y Víctor Valdés, ambos con cinco trofeos; y también, con cuatro trofeos cada uno, por Juan Acuña portero del Deportivo de La Coruña, y Santiago Cañizares que los consiguió con Celta de Vigo y Valencia Club de Fútbol.  
Debutó como titular del Barcelona el 11 de mayo de 1961 en un partido ante el Real Sporting de Gijón, en El Molinón, que venció el conjunto catalán por 2 a 4.
Fue convocado por primera vez con la selección española en 1962, aunque su debut oficial fue el 8 de enero de 1963, en Barcelona, y ante la selección de Francia. El resultado fue empate a cero. Asistió a la selección en múltiples ocasiones, aunque tan sólo fue titular en 10 partidos ya que la titularidad la solía ocupar el guardameta vasco José Ángel Iríbar. En 1967 fue, junto a Iríbar, el portero de la selección española en el homenaje mundial a otro gran guardameta catalán, Ricardo Zamora. Cada portero jugó una parte.
Su último partido con la selección tuvo lugar en Helsinki, el 25 de junio de 1969, en un partido en que Finlandia derrotó a España por dos a cero.
En los diez partidos en que Sadurní fue titular encajó ocho goles, y España ganó tres partidos, empató cuatro y perdió otros tres.
También fue internacional con la selección catalana en algunos partidos amistosos. 
Entre 1973 y 1975 vivió sus mejores años como profesional. La junta directiva barcelonista realizó importantes fichajes, como el del neerlandés Johan Cruyff, considerado el mejor futbolista del mundo en aquellos momentos. Sadurní fue el portero titular de un equipo que hizo historia por su fútbol espectacular, por la mítica victoria por 0-5 ante el Real Madrid, en el estadio Santiago Bernabéu, porque ganó la Liga, y porque llegó a las semifinales de la Copa de Europa. Los aficionados al fútbol se aprendieron de memoria la alineación de aquel Barcelona: Sadurní, Rifé, Torres, Costas, De la Cruz, Juan Carlos, Rexach, Asensi, Cruyff, Sotil y Marcial. Aunque la historia suele recordar más a los delanteros, los propios Cruyff, Sotil o Rexach siempre dijeron públicamente que el secreto de aquel equipo era la extraordinaria solidez defensiva que empezaba en el propio Sadurní. En aquellas dos temporadas, entre el 73 y el 75, Sadurní fue el portero menos goleado del campeonato y conquistó el Trofeo Zamora.
Se retiró en 1976, a los 35 años de edad. El 1 de septiembre de ese año el F. C. Barcelona le organizó un espectacular homenaje, junto a sus compañeros Joaquim Rifé y Antoni Torres, que también se retiraban. El homenaje incluyó un partido amistoso ante el Stade de Reims francés, al que el Barça derrotó por dos a cero.

## Palmarés

### Torneos nacionales
| Título                     | Club            | País   | Año     |
| -------------------------- | --------------- | ------ | ------- |
| Copa del Generalísimo      | F. C. Barcelona | España | 1962-63 |
| Copa del Generalísimo      | F. C. Barcelona | España | 1967-68 |
| Copa del Generalísimo      | F. C. Barcelona | España | 1970-71 |
| Primera División de España | F. C. Barcelona | España | 1973-74 |

### Torneos internacionales
| Título                      | Club            | Sede      | Año     |
| --------------------------- | --------------- | --------- | ------- |
| Copa de Ferias              | F. C. Barcelona | Zaragoza  | 1965-66 |
| Copa de campeones de Ferias | F. C. Barcelona | Barcelona | 1971    |

- Títulos individuales:
  - 3 Trofeo Zamora como portero menos goleado de la Liga española: temporadas 1968-1969, 1973-1974 y 1974-1975.